# Lex Ursonensis
Lex Ursonensis je ustanovna listina rimske cesarske kolonije Iuliae Genetivae v Ursi, sedanji Osuni v južni španski provinci Sevilli. Kopija besedila je bila pod Flavijci napisana na bronasti plošči. Njene dele so odkrili leta 1870/71. 
Izvirna listina je bila napisana na devetih ploščah v treh ali petih kolonah in je vsebovala 140 odstavkov (rubricae). Štiri plošče z odstavki 61-82, 91-106 in 123-134 so se ohranile. Shranjene so v španskem Nacionalnem arheološkem muzeju v Madridu. Nedavno so odkrili tudi fragment plošče z odstavki 13-19.
Listino je odobrila Rimska skupščina, verjetno na predlog Marka Antonija po umoru Julija Cezarja.

## Sklica
1. ↑  Clauss/Slaby EDCS Epigraphik-Datenbank .
2. ↑  Charter of Urso: New Fragment .

## Vira
- M. H. Crawford (1996), Roman Statute, 25.
- J. González, urednik (1989), Estudios sobre Urso: La colonia Iulia Genetiva.